# Orthogeomys thaeleri
Orthogeomys thaeleri là một loài động vật có vú trong họ Chuột nang, bộ Gặm nhấm. Loài này được Alberico mô tả năm 1990.